# Tramvajová trať Moravské náměstí – Řečkovice
Tramvajová trať Moravské náměstí – Řečkovice je dvoukolejná tramvajová dráha v Brně o délce 5,8 km. Úsek z Moravského náměstí do Králova Pole je veden v trase první tratě koněspřežné tramvaje z roku 1869, takže se jedná o nejstarší tramvajovou dráhu v Česku; prodloužení do Řečkovic bylo zprovozněno v roce 1926. Trať, kterou provozuje Dopravní podnik města Brna, je zakončena smyčkou Řečkovice. Dráha je manipulační tratí propojena s vozovnou Medlánky a rovněž z ní odbočuje trať ke královopolskému nádraží.

## Historie

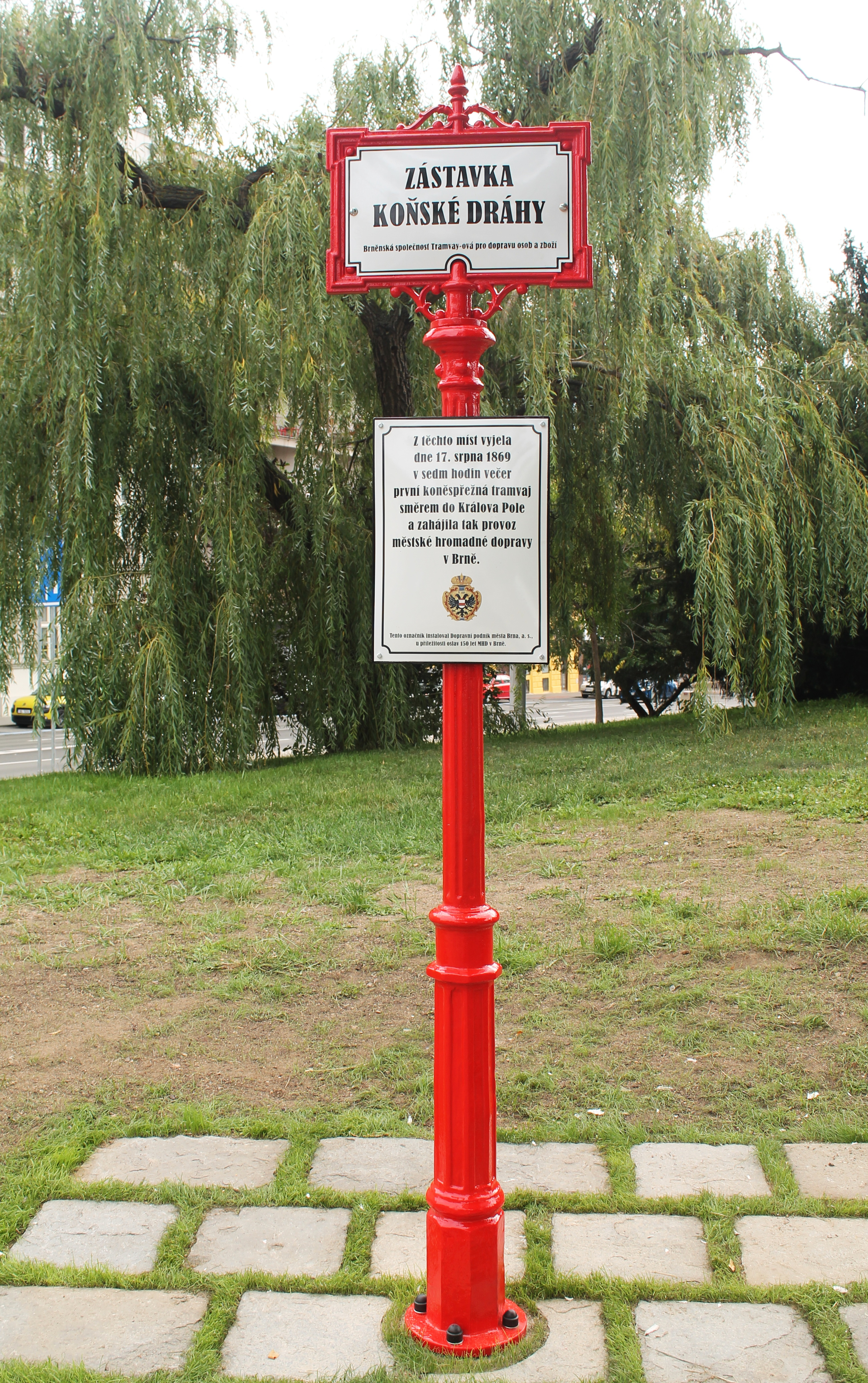
Pomník zahájení provozu tramvají v Brně v roce 1869 v podobě starého označníku tramvajové zastávky, který byl ke 150. výročí instalován na Moravském náměstí

Provoz koněspřežné tramvaje v Brně, první v českých zemích, byl zahájen 17. srpna 1869 na trati z Kiosku (severní část nynějšího Moravského náměstí) do osady Ugartov, součásti městyse Královo Pole. Dráha byla jednokolejná s výhybnami a vedla z Kiosku od křižovatky s Františkovým kolištěm (nyní Koliště) po Nové ulici (dnešní Lidickou) skrze předměstí Velká Nová Ulice, kolem Lužánek a dále po výpadové císařské silnici kolem kasáren a dalších vojenských areálů (nynější Štefánikova ulice) do Králova Pole, kde pokračovala dnešní Palackého třídou k hostinci Semilasso, u něhož byla tato meziměstská trať ukončena. Na jeho dvoře byla zřízena vozovna. Ještě během podzimu 1869 byly postaveny navazující tratě: jedna vedená po Kiosku (severní část Moravského náměstí) směrem na Eliščino náměstí (nyní Komenského náměstí) a druhá směřovaná po Františkově kolišti k Cejlu. Úsek vedoucí směrem na Eliščino náměstí byl však již roku 1872 zrušen a trať k Cejlu byla roku 1873 přeložena z Koliště blíže centru města; nově byla vedena prodlouženou Novou ulicí přes park a směřována do prodloužené Švédské ulice (nynější Rooseveltovy). Provoz koňky ale byl v Brně ztrátový, takže byl na podzim 1874 ukončen.
Druhé období animální trakce brněnských tramvají započalo roku 1876. Měsíc po zahájení provozu prvního úseku byla 11. července toho roku zprovozněna ve stejné trase i trať z nynějšího Moravského náměstí (z křižovatky s dnešní Rooseveltovou ulicí) do Králova Pole k Semilassu. Naposledy vyjely koněspřežné tramvaje do brněnských ulic 3. října 1880. Shodná trasa do Králova Pole byla využita i při obnovení tramvajové dopravy v Brně. Provoz parní tramvaje byl zahájen 31. května 1884 a královopolská trať byla nově postavena jako částečně dvoukolejná, s kolejemi při okrajích vozovek. Druhá kolej končila u křižovatky s nynějšími ulicemi Kotlářskou a Pionýrskou, zbytek úseku k Semilassu byl jednokolejný s výhybnami.
V roce 1899 započala elektrifikace stávajících tratí parní tramvaje, k zahájení provozu elektrických tramvají došlo 21. června 1900. Téhož roku byla zprovozněna nová vozovna v Králově Poli, ke které byla dráha prodloužena krátkou manipulační tratí. Dvojkolejný úsek, vedoucí z centra města, tehdy končil u Fröblovy ulice (dnešní Dřevařské). Samotná královopolská trať byla součástí hlavní a nejdůležitější brněnské tratě, která pokračovala k nádraží a přes Staré Brno dále do Pisárek. Roku 1903 bylo zprovozněno propojení z Lažanského náměstí (nyní Moravského náměstí) a trať odbočující po Františkově kolišti. V roce 1916 došlo ke zdvoukolejnění téměř celé trati do Králova Pole (které se mezitím roku 1905 stalo městem a v roce 1919 součástí Brna), na zbývajícím úseku u jezdeckých kasáren (nyní Veterinární univerzita) a vojenského oděvního skladu (nyní krajské vojenské velitelství) byla druhá kolej položena v letech 1921 a 1925. Dne 27. října 1924 byla před královopolskou vozovnou uvedena do provozu jednokolejná smyčka s odstavnou kolejí, do níž byly prodlouženy pravidelné spoje, do té doby končící ve výhybně před Semilassem. V letech 1925 a 1932 byly na Kiosku (na Moravském náměstí) postaveny dvě zděné čekárny s obchodními prostory a dalším zázemím. Autorem obou staveb, později zbořených, byl Oskar Poříska.
Dne 1. ledna 1926 byl zahájen provoz na 2,3 km dlouhé trati z Králova Pole do Řečkovic. Jednokolejná trať s výhybnami vedla ze stávající konečné před vozovnou nadále přímo po výpadové silnici, skrze tehdejší medláneckou enklávu (dnes Kuřimská ulice) a poté stoupala třídou Jiřího z Poděbrad (nyní Banskobystrickou) až po křižovatku s Havlíčkovou ulicí (dnešní Vážného), za níž byla postavena jednokolejná smyčka s odstavnou kolejí. Celé toto prodloužení bylo zdvoukolejněno v letech 1931–1933 (koleje již byly vedeny středem vozovky), s výjimkou krátkého úseku před řečkovickou smyčkou. Během roku 1939 bylo zahájeno postupné překládání kolejí na královopolské trati z okrajů vozovky do jejího středu, což bylo dokončeno v roce 1954. Na konci roku 1939 byl uveden do provozu úsek vedoucí novým průrazem přes park Koliště do třídy Svobodného pána šlechtice von Neuratha (nynější ulice Milady Horákové), takže mohla být zrušena nevyhovující trasa po Kolišti.

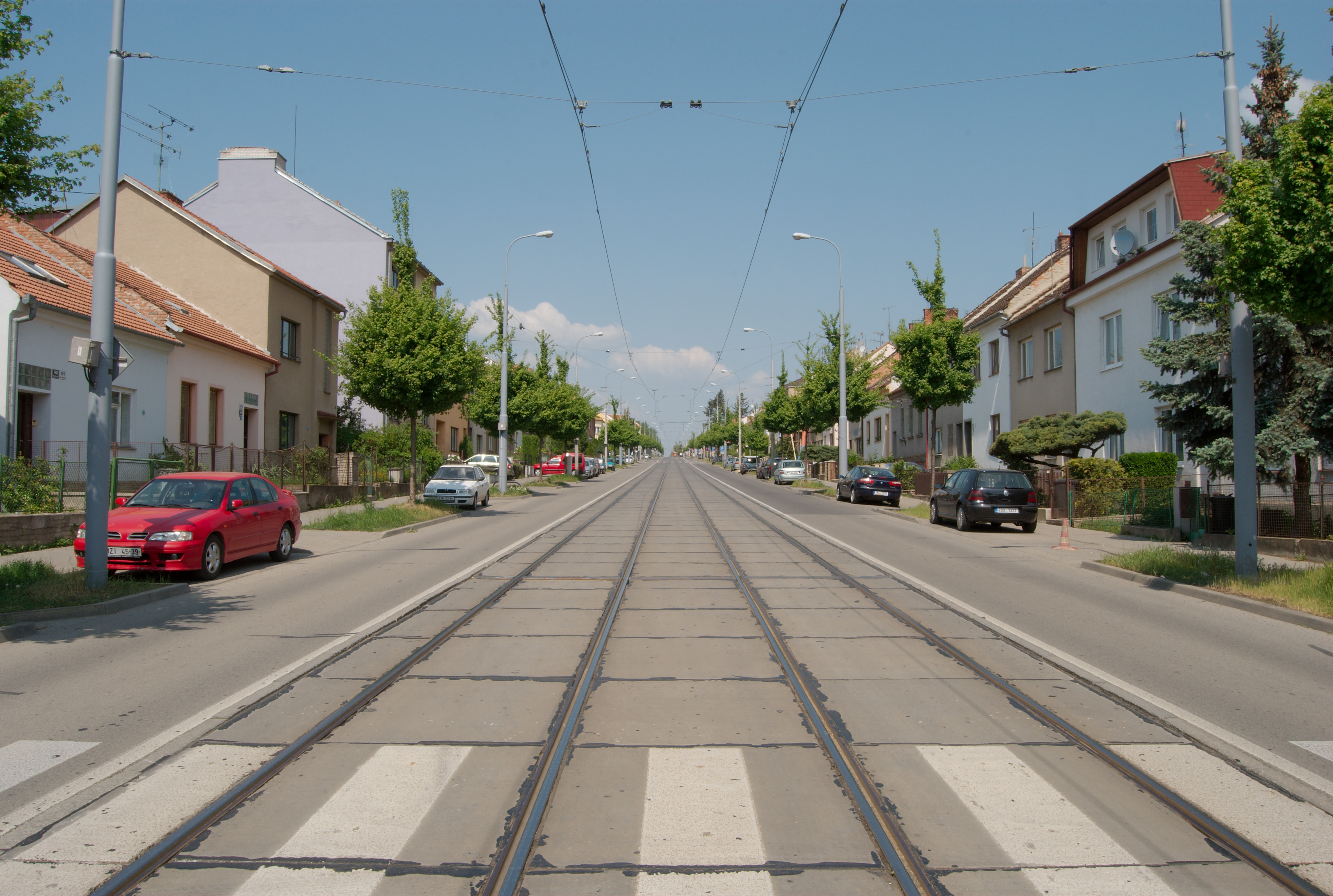
Tramvajová trať v Banskobystrické ulici

Někdy po skončení druhé světové války byl zdvoukolejněn i zbývající krátký úsek před smyčkou v Řečkovicích. Dne 23. října 1948 byly uvedeny do provozu vratné kolejové trojúhelníky v ulicích Antonínské a Rybníček. Na konci roku 1952 došlo ke zprovoznění trati od Semilassa k novému královopolskému nádraží a v roce 1953 byl ukončen provoz původní královopolské vozovny. Místo ní byla postavena nová vozovna (dnešní vozovna Medlánky), napojená na řečkovickou trať asi 200 m dlouhou manipulační tratí v Jabloňové ulici (nyní Hudcově). Nové depo zahájilo provoz v roce 1958 a tentýž rok byla rovněž zrušena smyčka v Králově Poli u bývalé vozovny. V roce 1970 byl odpojen kolejový trojúhelník v Antonínské ulici a roku 1972 byla zrušena odstavná kolej ve smyčce Řečkovice. V roce 1977 byla řečkovická smyčka zrekonstruována – kromě dalšího byla vybudována předjízdná kolej a došlo ke změně smyslu otáčení v obratišti, aby se před smyčkou nekřížila příjezdová a odjezdová kolej. Kolejový trojúhelník v ulici Rybníček byl odpojen 30. března 1982.

## Budoucnost
Do územního plánu města Brna, který vstoupil v platnost v lednu 2025, bylo zaneseno plánované pokračování trati o délce přibližně 1,7 km. Trasa je vedena ze smyčky Řečkovice severním směrem po ulici Terezy Novákové do sedla (křižovatka s Bohatcovou a Žilkovou ulicí), a dále severozápadně kolem bývalých kasáren směrem k Babímu hřbetu, pod kterým je plánován nový hřbitov, u něhož má trať končit.

## Linkové vedení
Po zahájení provozu elektrických tramvají roku 1900 jezdila na trati z Kiosku (Moravského náměstí) do Králova Pole „bílá“ linka. Vozy na této lince měly na střešních svítilnách linkové orientace čiré nezbarvené sklo. V roce 1903 začala přes zastávku Kiosk jezdit „modrá“ linka, která ji peážně využila při svém vedení z Lažanského náměstí (Moravského náměstí) směrem Františkovo koliště (Koliště). K očíslování tramvajových linek v Brně došlo v roce 1913: z bílé linky se stala linka 1, modrá linka obdržela číslo 5. Roku 1921 byla na královopolskou trať zavedena nová linka 4, která končila v mezilehlé zastávce u oděvního skladiště, ovšem už o rok později byla přetrasována jinam. S prodloužením do Řečkovic byla v roce 1926 prodloužena z Králova Pole i linka 1 a o několik měsíců později došlo téhož roku k zavedení linky 6 rovněž z Kiosku až do Řečkovic. Roku 1932 byla linka 6 zkrácena pouze do Králova Pole. Po postavení úseku skrz park Koliště přestala linka 5 v roce 1939 obsluhovat zastávku Kiosk na řečkovické trati. Linka 6, končící ve smyčce před původní královopolskou vozovnou, byla roku 1952 přesměrována od Semilassa k nádraží v Králově Poli. Od roku 1964 začaly úsek z centra města k Semilassu využívat také linky 7 a 11. O několik měsíců později byla do Řečkovic přesměrována linka 7 a v roce 1966 také linka 11. Od roku 1976 začala po celé trati až do Řečkovic jezdit nová linka 18, naopak linka 7 byla zkrácena k vozovně Královo Pole (vozovně Medlánky). Již v roce 1978 se ale linka 7 navrátila až do Řečkovic. V letech 1984–1987 byla kvůli přestavbě prostoru před královopolským nádražím linka 6 vedena od Semilassa ke královopolské vozovně. Po celkové reorganizaci linek MHD v roce 1995 využívala trať Moravské náměstí – Řečkovice linka 1 a v úseku Moravské náměstí – Semilasso také linky 6 a 7. Linka 7 přestala tento úsek obsluhovat v roce 2008, nejprve kvůli dlouhodobé výluce a po jejím ukončení kvůli svému přetrasování.

## Vlečky

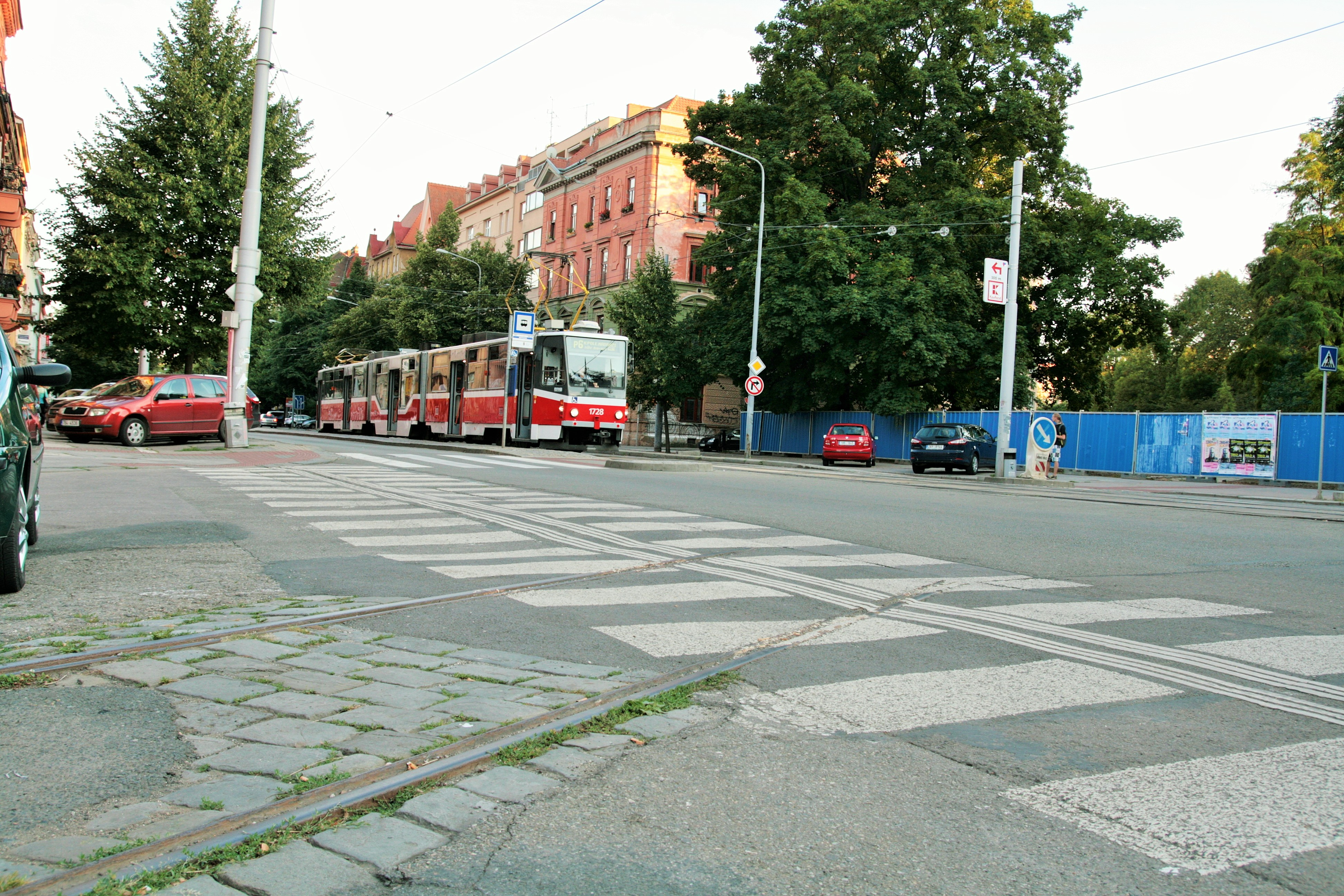
Zbytek železniční vlečkové koleje v ulici Antonína Macka (v popředí)

Královopolská trať byla součástí hlavní brněnské pouliční dráhy z Pisárek kolem hlavního nádraží do Králova Pole, na níž byla také provozována nákladní doprava, včetně rozvozu nákladních železničních vozů na vlečky jednotlivých podniků. Převážná většina tramvajových vleček v Brně byla zřízena právě na této trati, realizovány byly v období provozu parní tramvaje mezi lety 1889 a 1896. Na trati do Králova Pole existovaly dva větší vlečkové systémy – vojenský, soustředěný kolem vojenských areálů v okolí dnešních ulic Domažlické a Šumavské, a průmyslový kolem nynějších ulic Hrnčířské a Kotlářské.
Počátek vojenského vlečkového systému je datován rokem 1884, kdy Rakouská společnost státní dráhy (StEG) získala koncesi na stavbu a provoz železniční trati z Brna do Tišnova, ve které byla uvedena povinnost zřídit vlečku do vojenského oděvního skladu (nynější armádní logistické centrum ve Štefánikově ulici). Dráha byla zprovozněna v roce 1885, ovšem stavební řízení a výkupy pozemků pro vlečku se protahovaly. Pro provizorní obsluhu vojenského areálu se StEG se dohodla s provozovatelem brněnských parních tramvají. Koncem roku 1887 bylo tedy zřízeno dočasné kolejové napojení skladu na tramvajovou trať do Králova Pole a v centru města vznikla kolejová spojka z nákladního nádraží StEG (v místech autobusového nádraží u Grandu) do ulice Bahnring (nyní Benešova). Z nákladního nádraží tak mohly do oděvního skladu jezdit ulicemi města nákladní vlaky, které byly tvořeny železničními nákladními vozy. Vlaky byly taženy jednou ze dvou určených malých lehkých parních lokomotiv StEG (Všestar nebo Miroschäu, později u kkStB 193.01 a 193.02), jež byly pro pouliční provoz upraveny zakapotováním podvozku a instalací zvonců (parní píšťaly byly zakázány kvůli plašení koní). Podle jízdního řádu jezdily v roce 1888 dva páry těchto nákladních vlaků ráno a tři páry odpoledne.
Začátkem roku 1889 byla do areálu vojenského oděvního skladiště konečně zprovozněna z královopolského nádraží v trase nynějších ulic Antonína Macka a Kartouzské železniční vlečka (díky ní mohlo být zrušeno dočasné kolejové napojení skladu z roku 1887), která na rozhraní dnešních ulic Štefánikovy a Palackého třídy křížila trať brněnské pouliční dráhy. Jednalo se o čistě železniční vlečku, teprve za první světové války byl postaven spojovací oblouk na tramvajovou trať v nynější Palackého třídě. Tato spojka byla i s částí vlečky do skladiště elektrifikována, takže ji mohly obsluhovat i elektrické tramvajové lokomotivy. Po první světové válce bylo trakční vedení odstraněno. Samotná spojka mezi vlečkou a tramvajovou tratí nabyla významu v roce 1926, kdy začala být využívána pro přepravu nových tramvají z Královopolské strojírny. Poslední tramvajové vozy z Královopolské byly dodány v roce 1951 a nedlouho poté byl spojovací oblouk zrušen. Železniční vlečka s prostým křížením tramvajové trati fungovala další dvě desetiletí a zrušena byla roku 1976.
Rozvoj vojenského vlečkového systému nastal za první světové války, kdy byly v blízkém okolí postaveny další tramvajové vlečky. V roce 1915 byla zřízena elektrifikovaná vlečka po Aspernské ulici (nynější Domažlické) do vojenského lazaretu u dnešních ulic Tábor a Chodské a roku 1916 rovněž elektrifikovaná vlečka po ulici Radetzkého (dnešní Šumavské) do areálu baráků oděvního skladu (přibližně mezi dnešními ulicemi Šumavskou a Tábor), která tvořila kolem obvodu pěchotních kasáren (nynější areál Univerzity obrany v Šumavské) velkou smyčku. Její součástí byla i výtopna pro parní lokomotivu Caroline, která zdejší vlečky obsluhovala, včetně té z královopolského nádraží. V roce 1917 byl zahájen provoz na krátké elektrifikované odbočce z vlečky v Radetzkého ulici (Šumavské), vedoucí do dvora nové budovy společnosti pro dodávku armádního sukna (nynější Šumavská 15). Lazaretní vlečka po Střelecké ulici (Domažlické) byla zrušena v průběhu 20. let 20. století, zřejmě roku 1928 byl zastaven i provoz na odbočce do dvora dnešní budovy Šumavská 15. Někdy poté přestala být obsluhována vlečka do oděvního skladu z ulice U skladiště (Šumavské), která byla zrušena v roce 1936.

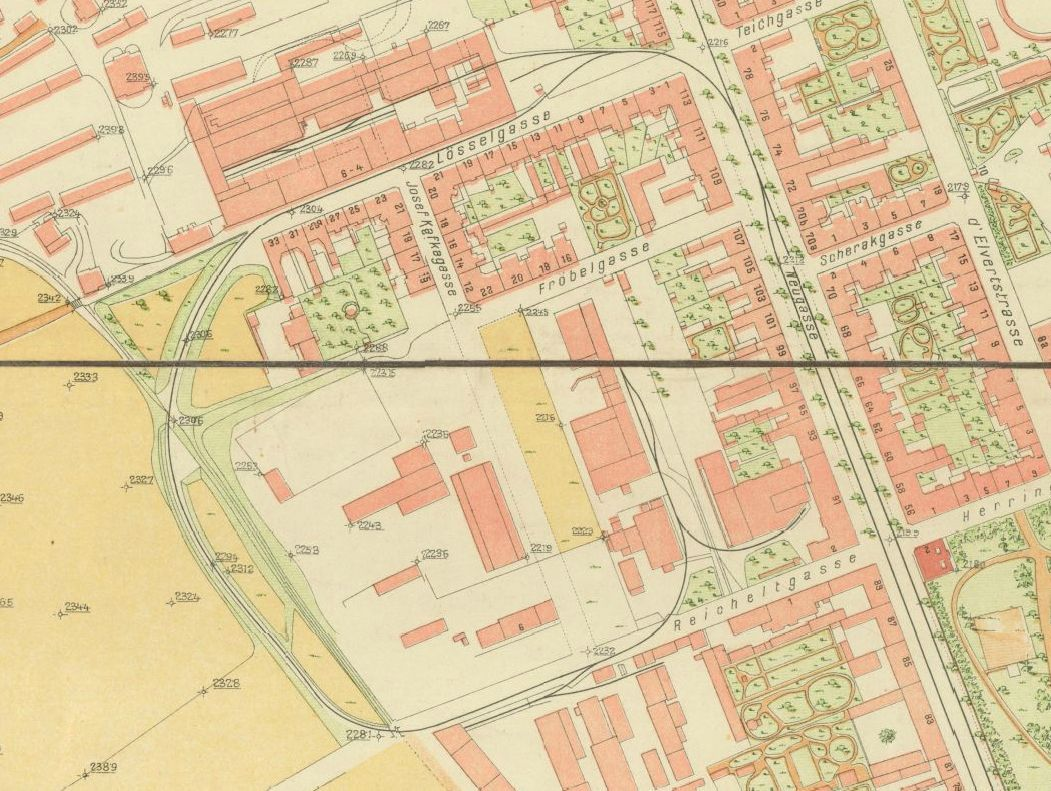
Vlečkový systém u Hrnčířské (Lösselgasse) a Kotlářské (Reicheltgasse) ulice na plánu Brna z roku 1906

Druhý vlečkový systém byl vybudován v letech 1893 a 1894 severně od dnešní Kotlářské ulice. Jako první byla z královopolské trati postavena v roce 1893 vlečka do smaltovny bratří Bartelmusů (později Sfinx) v Lösselově ulici (nynější Hrnčířské), která se nacházela v místě dnešního polyfunkčního domu Sfinx a areálu Fakulty informatiky Masarykovy univerzity. Roku 1894 byl postaven zbytek systému: z vlečky do smaltovny byla kolej vedena odbočkou po Lösselově ulici (Hrnčířské) a poté dlouhým táhlým obloukem přibližně v trase nynější Botanické ulice až k Reicheltově ulici (nyní Kotlářská). V okolí dnešní křižovatky Kotlářské a Bayerovy se nacházela strojírna Brandt & Lhuillier, do které byla vedena z vlečky odbočka. Oblouk hlavní vlečkové tratě dále pokračoval zpět k Nové ulici (Štefánikově) a stáčel se do areálu pivovaru Morgenstern (později pivovar Moravia), přibližně v místech nynější Hoppovy ulice. Od pivovaru vycházela ještě jedním menším obloukem vlečková kolej do blízké sladovny Morgenstern. V roce 1908 byl zrušen dlouhý oblouk mezi severní a jižní částí, takže zůstaly obě části rozpojeny; nově však byly elektrifikovány. Jižní vlečky byly na královopolskou trať napojeny novým úsekem po Kotlářské ulici. V letech 1927 nebo 1931 byl ukončen provoz na vlečce do strojírny Brandt & Lhuillier, provoz na vlečkách do pivovaru a sladovny utichl mezi lety 1931 a 1933. Zbývající vlečka do smaltovny Sfinx byla využívána zřejmě do roku 1946.

## Galerie

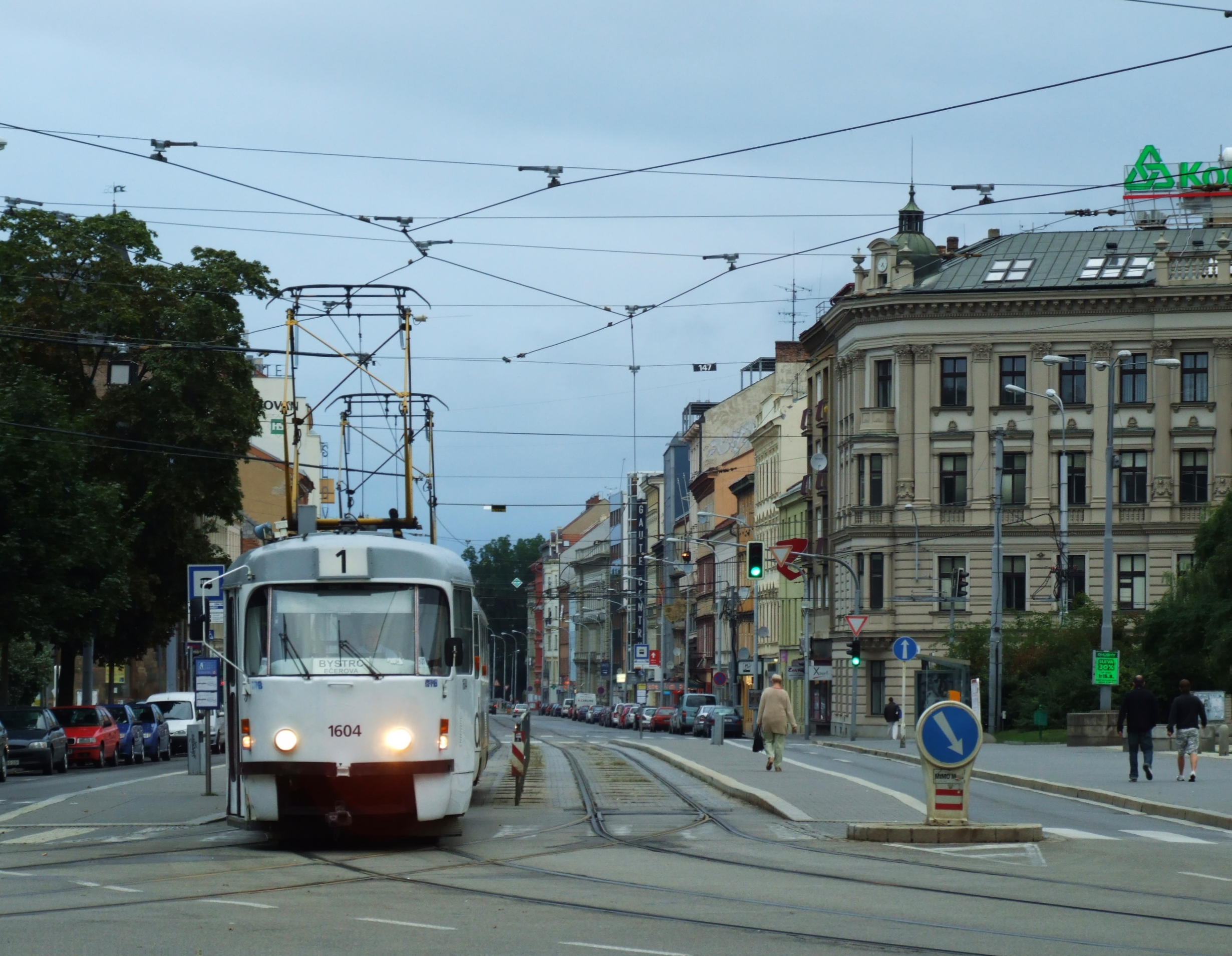
Souprava tramvají Tatra T3G vyjíždějící ze zastávky Moravské náměstí
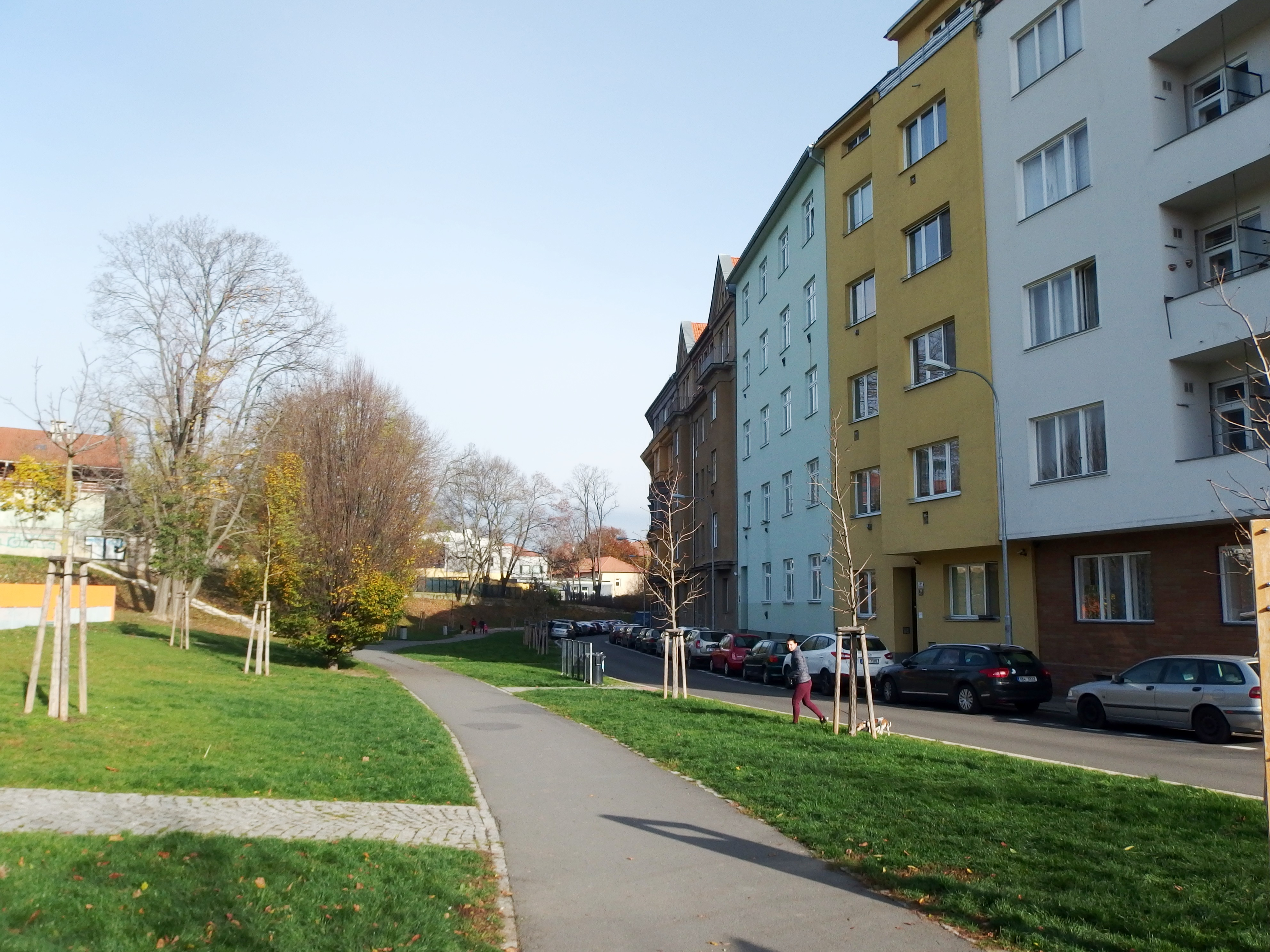
Trasa zaniklé železniční vlečky v Kartouzské ulici
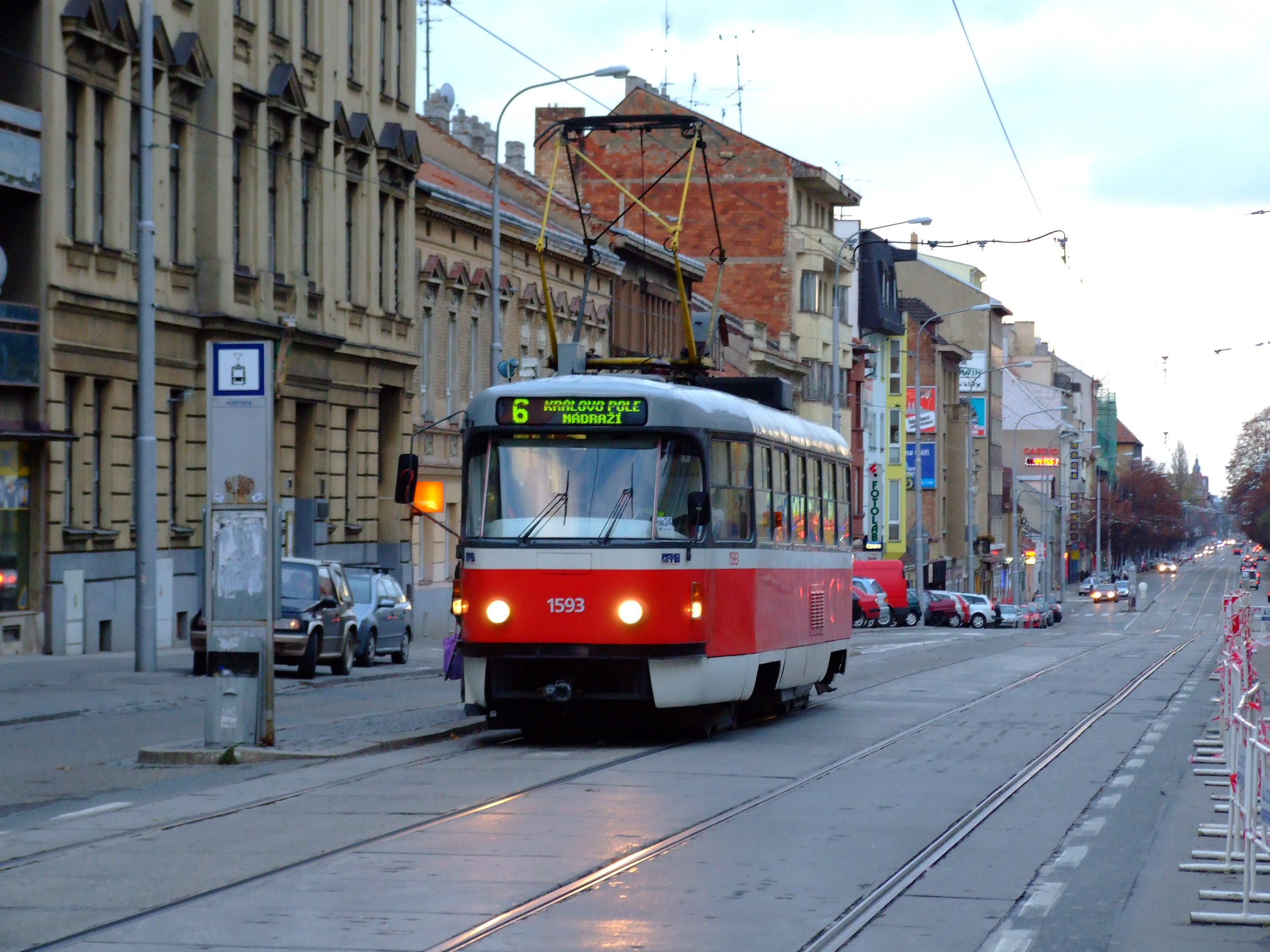
Tramvaj Tatra T3M v zastávce Husitská
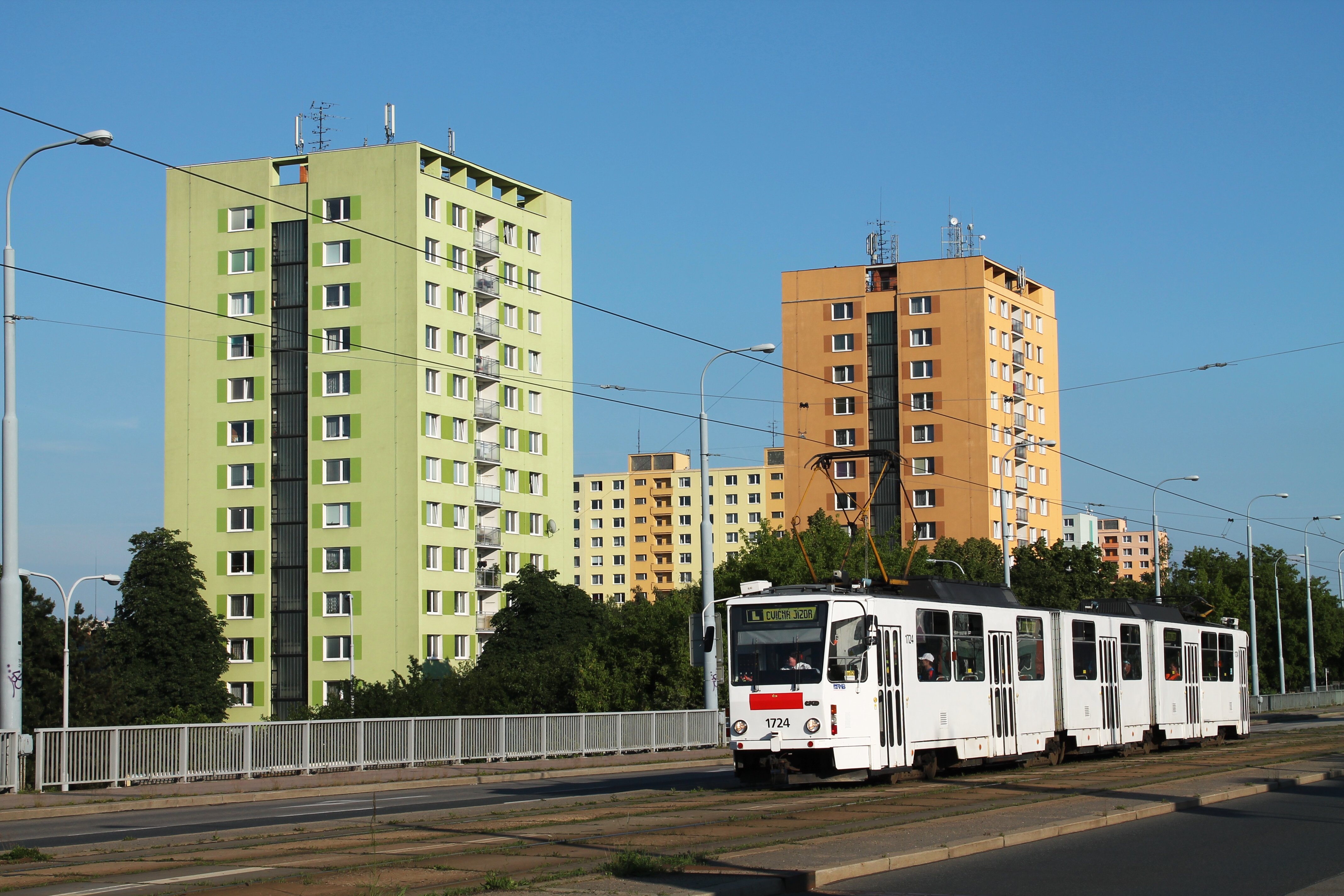
Tramvaj Tatra KT8D5 na mostě přes Hradeckou ulici
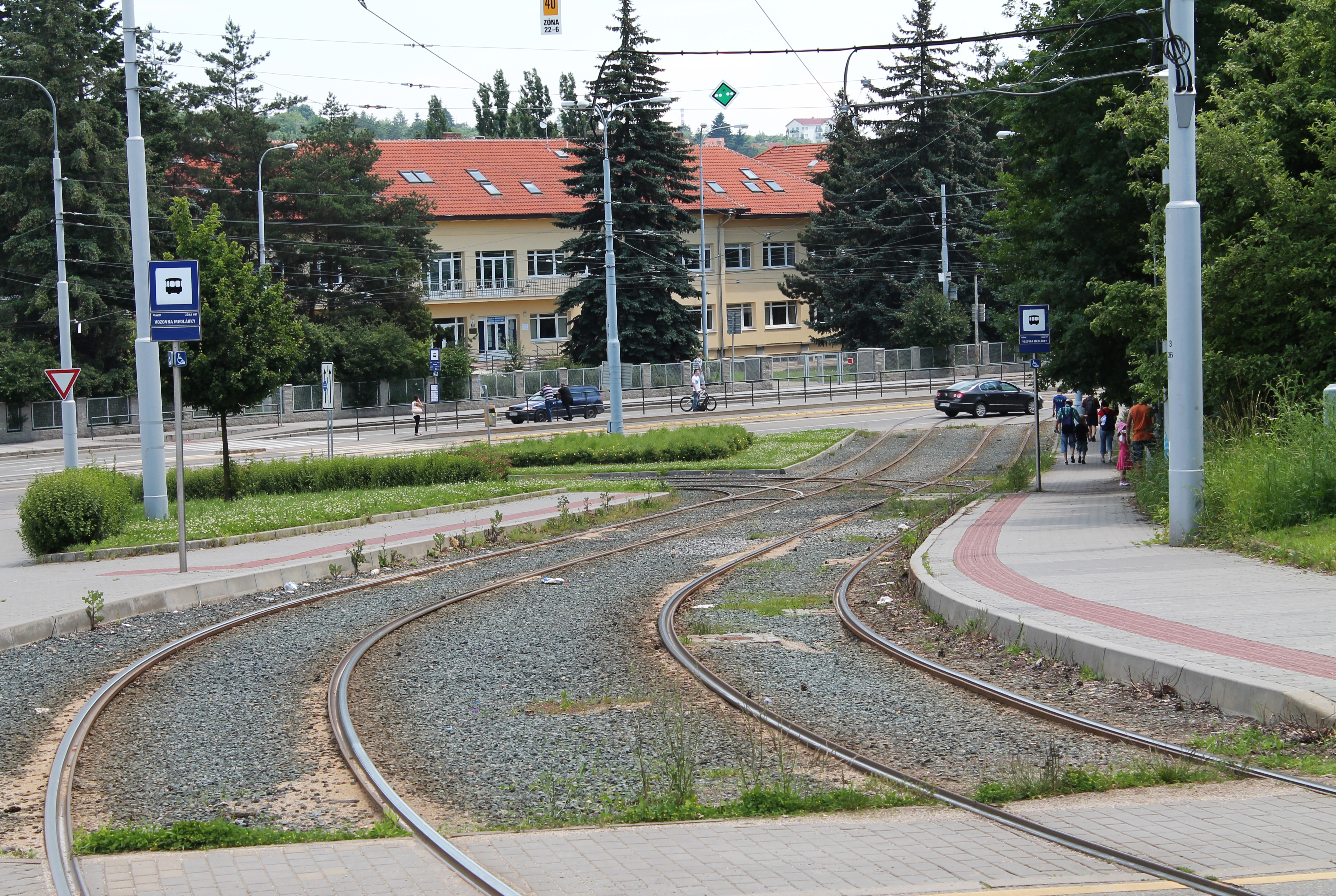
Manipulační trať v Hudcově ulici do vozovny Medlánky
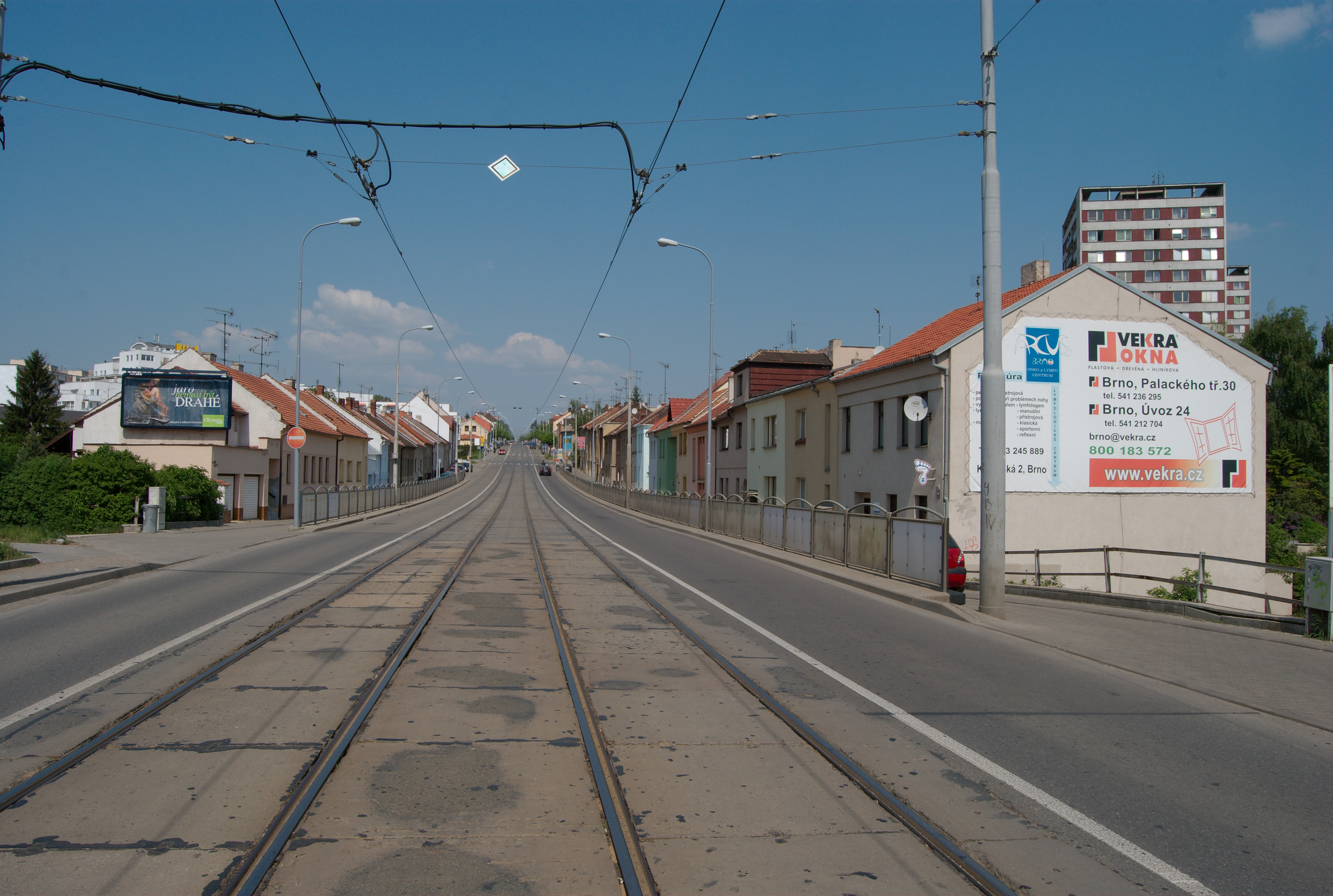
Trať v Kuřimské ulici
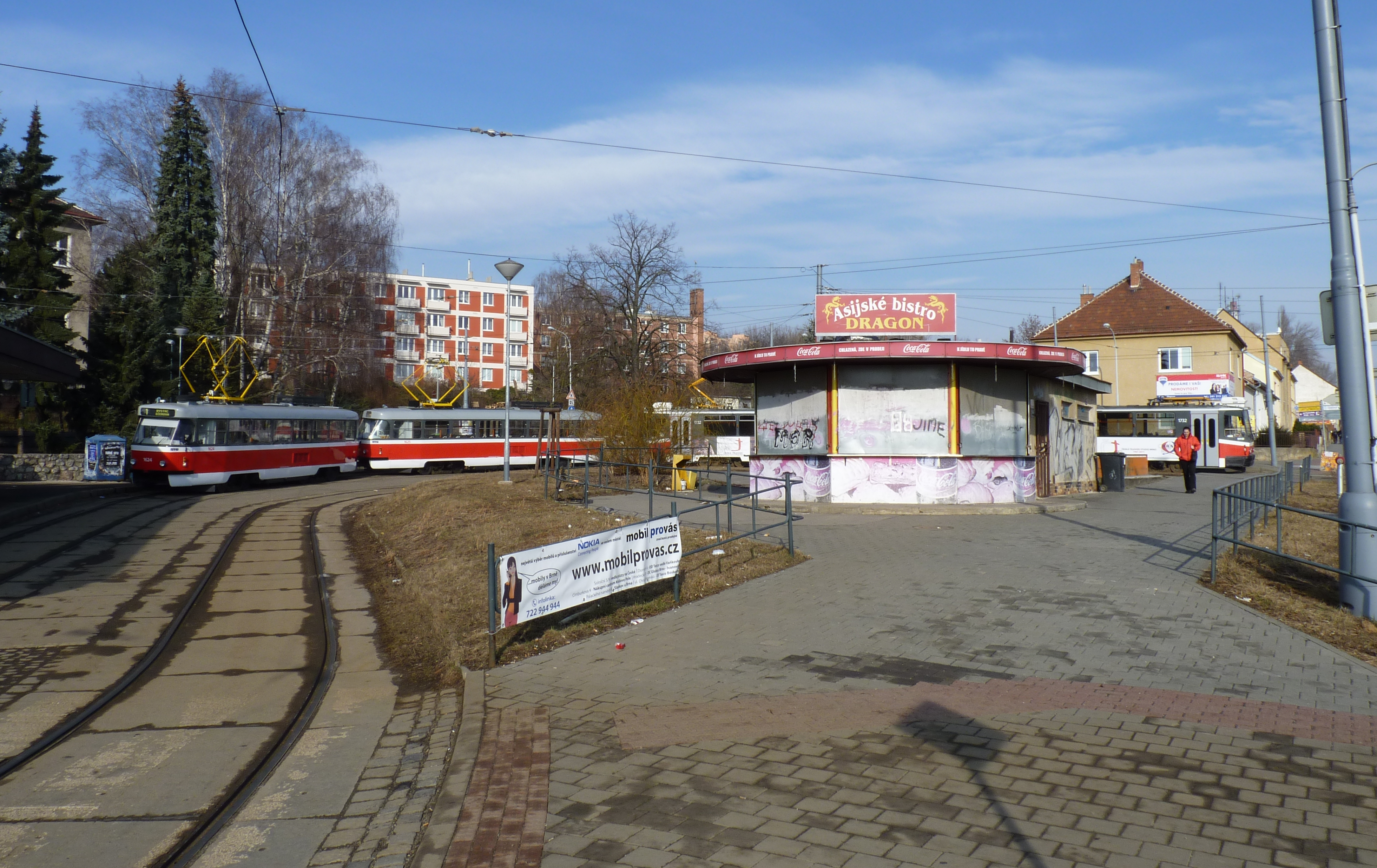
Smyčka Řečkovice